# I Can (Nas)
I Can è il secondo singolo tratto da God's Son, album del rapper newyorkese Nas.
Stando a quanto dice Nas, la canzone nasce dopo l'esplicita richiesta di un brano guida per i bambini da parte della madre Ann, morta in seguito ad un carcinoma mammario.  I Can è infatti un brano solare nel quale Nas invita i più giovani a diventare qualcuno superando la strada e studiando.
I Can contiene campionamenti della melodia Per Elisa di Ludwig van Beethoven e di Impeach the President di The Honey Drippers (per la ritmica).

## Tracce

### Lato A
1. I Can (Clean Version) (4:13)
2. I Can (Instrumental) (4:14)
3. I Can (A Cappella) (4:03)

### Lato B
1. Heaven (Clean Version) (4:41)
2. Prodotta da Agile
3. Heaven (Instrumental) (4:41)
4. Heaven (A Cappella) (4:05)